# 5887 Yauza
5887 Yauza eller 1976 SG2 är en asteroid i huvudbältet som upptäcktes den 24 september 1976 av den rysk-sovjetiske astronomen Nikolaj Tjernych vid Krims astrofysiska observatorium på Krim. Den har fått sitt namn efter floden Jauza, en biflod till Moskvafloden.
Asteroiden har en diameter på ungefär 5 kilometer och den tillhör asteroidgruppen Flora.